# Burg Reuschenberg (Elsdorf)

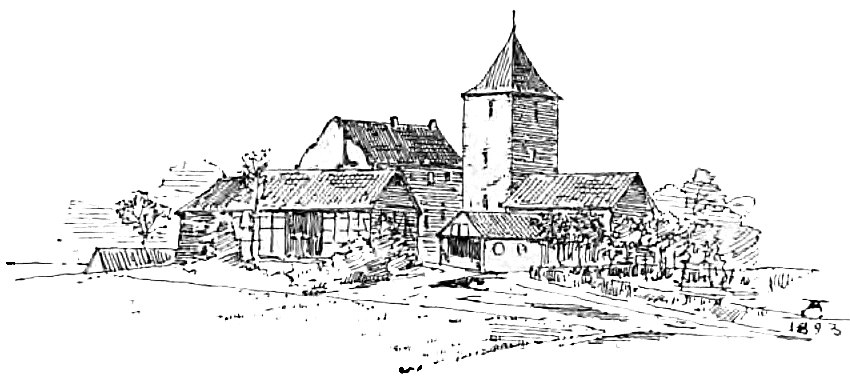
Burg Reuschenberg auf einer Zeichnung von Ludwig Arntz aus dem Jahr 1893

Die Burg Reuschenberg war eine Wasserburg südwestlich der rheinischen Ortschaft Elsdorf im nordrhein-westfälischen Rhein-Erft-Kreis. Ihre Wurzeln lagen in einer hochmittelalterlichen Motte, die später durch eine Wehranlage aus Stein ersetzt worden war. Über Jahrhunderte hinweg waren die Herren von Reuschenberg Eigentümer der Burg, ehe diese im ersten Viertel des 19. Jahrhunderts in bürgerlichen Besitz kam. Im Zuge des Braunkohletagebaus Hambach I wurde die Anlage 1998 abgerissen.

## Geschichte

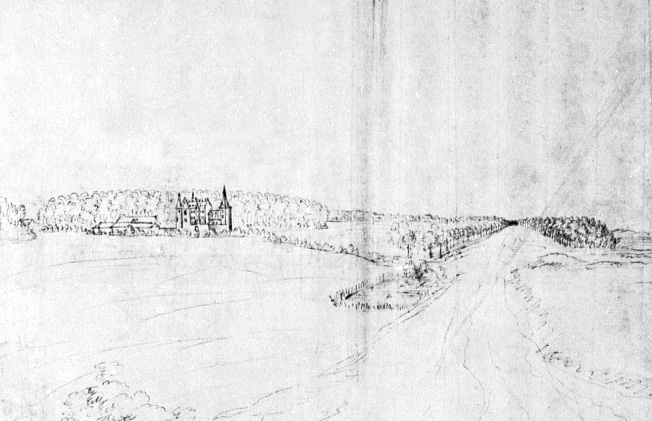
Burg Reuschenberg auf einer Federzeichnung von Renier Roidkin

Die Burg wurde indirekt 1278 durch die Nennung eines Cuno de Rusenbergs zum ersten Mal urkundlich erwähnt. Cunos Nachfahren, die Herren von Reuschenberg, blieben – mit Ausnahme einer kurzen Unterbrechung von drei Jahren – bis in das 19. Jahrhundert Eigentümerin der Anlage. Durch die Brüder Johann II. und Cuno teilte sich die Familie in eine ältere und eine jüngere Linie, wobei zunächst die ältere Linie im Besitz der Stammburg blieb. Im 16. Jahrhundert errichtete die Familie von Reuschenberg an der Stelle der einstigen Motte einen mächtigen Vierecksturm aus Stein. Als die ältere Linie 1622 mit Johann von Reuschenberg, Hofmeister des Herzogs von Jülich ausstarb, kam Burg Reuschenberg durch Heirat von Johanns Schwester Margaretha an die jüngere Familienlinie. Margarethas Tochter Anna Maria heiratete in zweiter Ehe Hermann von Hanxler, sodass Burg Reuschenberg bei einer Erbteilung im Jahr 1667 an die Familie von Hanxler kam. Diese nannte sie aber nur kurz ihr Eigen, denn schon 1670 erwarb sie Jobst Edmund von Reuschenberg zu Setterich für seine Familie zurück. Diese blieb bis 1745 Eigentümerin. 1752 kam die Anlage an Franz Ludwig Joseph Forstmeister von Gelnhausen, ehe sie 1813 in bürgerlichen Besitz überging.
Anfang 1890 erwarb der Fabrikant Johann Froitzheim aus Esch die Burg. Er ließ sie in der Zeit von 1896 bis 1899 nach Plänen des Elsdorfer Architekten Heinrich Wolff in Abstimmung mit dem Landeskonservator Paul Clemen enovieren und umgestalten. Durch die Ehe von Johanns Tochter Maria mit Wilhelm Thurn kam der Besitz an dessen Familie. Ein letzter Eigentümerwechsel fand im Jahr 1990 statt, als die Familie Bachmann-Thurn Burg Reuschenberg an die Rheinbraun AG verkaufte. Diese ließ die Anlage im Zuge des Braunkohletagebaus Hambach I niederlegen, wobei vor Beginn des Tagebaus von 1997 bis 2000 noch bauhistorische Untersuchungen und Ausgrabungen auf dem Burgareal durchgeführt wurden, um die lückenhafte Geschichte der Anlage aufzuarbeiten. Die dabei ergrabenen ältesten Funde datieren in das 13. Jahrhundert. Der Helm des Burgturms fiel nicht der Abrissbirne zum Opfer, sondern wurde auf einem Torbau im Elsdorfer Birkenweg wiederverwendet. Zuvor hatte das Freilichtmuseum Kommern noch erwogen, die Burg – oder zumindest den Turm – Stein für Stein abtragen und in Kommern wieder aufbauen zu lassen. Da dies aber etwa zwei Millionen DM gekostet hätte, war das Projekt nicht finanzierbar.

## Beschreibung
Bei der Burg handelte es sich um eine zweiteilige Backsteinanlage mit einer längsrechteckigen Kernburg und einer östlich davon gelegenen Vorburg. Letztere wurde schon geraume Zeit vor der Kernburg niedergelegt, aber auf der Tranchotkarte von 1806/07 sind dort noch Wirtschaftsgebäude im nordöstlichen und südlichen Bereich dargestellt. Später war der Standort der einstigen Vorburg nur noch als Plateau im Gelände erkennbar. Umgeben war Burg Reuschenberg früher von einem doppelten Gräftensystem. Vor dem Abriss der Kernburg waren die um 1924 trockengelegten Wassergräben noch als Bodensenken erkennbar. Im nördlichen Bereich war der Burggraben 16 Meter breit und bis zu 2,30 Meter tief.
Die Kernburg Reuschenbergs bestand aus einem mächtigen Vierecksturm, einem Wohnbau (dem sogenannten Herrenhaus) sowie weiteren Wirtschaftsgebäuden und zwei Rundtürmen an der Süd- und Ostecke. Schon Ende des 19. Jahrhunderts waren aber von den beiden runden Ecktürmen nur noch die Fundamente erhalten. Das Herrenhaus war ein zweigeschossiger Backsteinbau mit Stufengiebeln an der südwestlichen Seite des Kernburgareals. Sein Mauerwerk war um die Jahrhundertwende verputzt und mit ovalen Jugendstilmusterungen verziert worden. Für die Fenster- und Türgewände war Sandstein verwendet worden. Vom Wohnbau führte ein Verbindungsgang aus Fachwerk zum markanten Vierecksturm an der Nordwestecke der Hauptburg. Der Turm stammte aus dem 16. Jahrhundert und war damit der älteste Teil der Burganlage, wobei sein viertes Stockwerk mit Eckwarten und Rundbogenfries erst bei einem Umbau im historistischen Stil in den Jahren 1896/1897 aufgesetzt worden war. Bei diesen Arbeiten war seinerzeit auch das leicht geknickte Zeltdach des Turms durch ein Walmdach ersetzt worden und brachte dem Bau eine Höhe von 22 Metern ein. Die vier Geschosse des Baus wurden durch eine Wendeltreppe in der Nordecke des Turms erschlossen. Die beiden unteren Geschosse besaßen flache Tonnengewölbe, während die zweite Etage von Kreuzrippengewölben auf spätgotischen Konsolen überspannt wurde. Dort befand sich eine Kapelle, für die im 17. und 18. Jahrhundert zeitweise eigene Hausvikare sorgten. In der nördlichen Fensternische des Kapellenraums stand der Altar.